# Магістраль М8 (Білорусь)
Магістраль М8 — транзитна автомагістраль в Білорусі. Проходить з півночі на південь у східній частині країни. Є частиною європейського маршруту E95 і основного рукава пан'європейського транспортного коридору IX Гельсінкі —Александруполіс.
Проходить від кордону з Російською Федерацією по території Вітебської, Могилевської і Гомельської областей до кордону з Україною. Дорога починається від прикордонного пункту Єзерище і йде на південь минаючи Городок, Вітебськ, Оршу, Шклов, Могильов, Бихів і Гомель до прикордонного пункту Нова Гута.
Продовження на північ — російська магістраль Р23, на південь — українська автострада M01.
Протяжність траси становить близько 456 км.